# Когато гръм удари (филм, 1964)
„Когато гръм удари“ е български игрален филм от 1964 година на режисьора на Вили Цанков. Оператор е Алеко Кузов. Създаден е по драмата на Пейо Яворов.

## Актьорски състав
Роли във филма изпълняват актьорите:
- Иван Кондов
- Георги Черкелов
- Жана Стоянович
- Любомир Киселички
- Невена Мандаджиева